# Veemon
Veemon (ブイモン ''Buimon?, conocido como V-mon en la versión original) es un personaje de ficción y una criatura Digimon del anime y manga Digimon. Es un Digimon en la etapa Infantil, atributo vacuna y tipo Dragón Pequeño. Pertenece a la familia Rugido de Dragón. Su nombre deriva de la letra V, que es el símbolo de la victoria, y el sufijo "-mon", por lo que su nombre significa literalmente "el monstruo victorioso". La letra V en su nombre es una referencia a la revista "V-Jump", donde fue publicado el manga Digimon Adventure V-Tamer 01.
Veemon es un digimon bastante misterioso, que hizo aparición en épocas recientes del Digimundo. Se sabe que es descendiente de una raza que prosperó en las eras primigenias del Digimundo, y posee la habilidad de ser compatible con todos los Digimentals, y al usarlos demuestra al máximo su explosivo potencial. Veemon es un digimon de las "especies de batalla", y posee una gran fuerza física. 

## Descripción
V-mon es un pequeño digimon bípedo con rasgos de dragón y piel azul. Su pecho y panza son de color blanco. Sus manos son parecidas a las de los humanos, mientras que sus pies tienen tres garras y tiene largas orejas. Tiene una pequeña "V" amarilla marcada en su frente, y un pequeño cuerno en la nariz.

## Apariciones

### Anime

#### Digimon Adventure 02
Veemon es uno de los Digimon elegidos. Él se encontraba dormido dentro del Digimental del Valor, el cual fue movido por Davis convirtiéndose en su digimon acompañante, elegido para vencer al Emperador Digimon. Con el digimental del Valor, Veemon pudo convertirse en Flamedramon y con el digimental de la Amistad digievolucionó en Raidramon. Cuando el Emperador Digimon crea a Quimeramon, Davis pudo hacer que Veemon digievolucionara en Magnamon convirtiendo el emblema de la Amabilidad (que era el que le tocaría a Ken Ichihoji) en el digimental de los Milagros. Una vez derrotado el Emperador Digimon, Veemon pudo digievolucionar de forma normal a ExVeemon y al unirse Ken a los niños elegidos, pudo digievolucionar junto con Stingmon a Paildramon. En el mundo real, Paildramon pudo digievolucionar a Imperialdramon y finalmente a Imperialdramon Modo Luchador, forma en que venció a MaloMyotismon y regreso la paz al Digimundo. Durante los eventos ocurridos en la película "Diaboromon Contraataca", Imperialdramon obtiene su forma final, el Paladín Mode, después de haber tomado la espada Omega de Omegamon. 
Al parecer, Veemon está enamorado de Gatomon, ya que en el episodio 22 él y Davis tratan de que Veemon evolucione a su forma campeón para conquistar a Kari y a Gatomon; aunque se desconoce si es un sentimiento natural, o solo quiere emular los sentimientos de Davis por Kari. Veemon es el Digimon que más digievoluciones tiene en toda la saga y siempre está dispuesto a proteger a Davis o incluso está dispuesto a dar su vida por Davis si es necesario.

#### Digimon Xros Wars
Veemon (uno diferente al de Adventure) es uno de los miembros de la Orden de Caballeros de Omegamon, quienes protegían el Digimundo. Cuando la Orden fue derrotada, V-mon se transformó en una de la DigiMemorias. Deputymon (Revolmon) le da a Taiki ésta Digimemoria, junto con otras tantas, en Sand Zone (Zona Arena). Persiamon (Bastemon) también poseía una Digimemoria de Veemon. Las Digimemorias de Veemon nunca son usadas por Taiki. Al final del segundo arco de Xros Wars, Veemon es resucitado junto a todas las DigiMemorias.
Durante el sueño profético de Taiki en el capítulo 1, un Veemon puede verse como uno de los miembros de su armada.
Durante el tercer arco de Xros Wars (la saga de los Hunters), Davis y su Veemon (el mismo de Adventure) reaparecen como parte del grupo de los héroes legendarios que son invocados por el Relojero (Bagramon) para dar sus poderes al Brave Snatcher y así poder luchar contra Quartzmon. Veemon evoluciona en Magnamon, y jogress evoluciona con Stingmon en Imperialdramon e Imperialdramon Modo Luchador.

### Manga

#### Digimon Adventure V-Tamer 01
Davis y Veemon son transportados a este mundo como un efecto secundario del ataque de Parallelmon. Allí, unen fuerzas con Taichi y Zero para luchar contra ese Digimon. Veemon puede evolucionar normalmente en ExVeemon, y también usar los Digimentals para evolucionar en Flamedramon y Raidramon (aunque Raidramon no sale en batalla, Veemon evoluciona en el cuando le enseñaba sus evoluciones a Zero). Al final de la batalla, logra evolucionar en Magnamon. Una vez derrotado Parallelmon, Davis y Veemon regresan a su mundo original.

#### Digimon Xros Wars (manga)
Veemon es uno de los miembros de la armada Xros Heart, que se une a Taiki en el salto de tiempo que hay desde el capítulo 10 al 11. Durante la batalla final contra los Digimon malignos liberados del cuerpo de Zeed Millenniumon, cuando los digimon recuperan su habilidad para evolucionar, Veemon evoluciona en ExVeemon.

### Videojuegos
Veemon aparece en muchos videojuegos como un Digimon obtenible, tales como Digimon World 2, Digimon World 3/2003, Digimon World 4/X, Digimon Digital Card Battle (Digimon World: Digital Card Arena en Japón), Digimon Rumble Arena (Digimon Tamers: Battle & Evolution en Japón), Digimon Rumble Arena 2 (Digimon Battle Chronicle en Japón), Digimon Adventure 02: Tag Tamers, Digimon Adventure 02: D-1 Tamers, Digimon Tamers: Brave Tamer, Digimon Adventure 02: Digital Partner, Digital Monster: D-Project, Digimon Battle Spirit 1/1.5, Digimon Racing, Digimon World DS, Digimon World Dawn/Dusk, Digimon World Data Squad (Digimon Savers Another Mission en Japón), Digimon Battle (Digimon RPG en corea), Digimon World Championship, Digimon Story: Lost Evolution, Digimon Story: Super Xros Wars Red & Blue, y Digimon Masters.
Aunque aparece en el opening de Digimon World Re:Digitize, V-mon no aparece en el juego en sí.
En Digimon World 2, Veemon no puede ser obtenido de forma natural, sino de la fusión entre un Digimon de la especie Greymon y un Airdramon o un Birdramon. En Digimon World 3/2003, tampoco se consigue al principio, siendo necesario obtener material genético de Paildramon y hablar con un agente DRI para obtenerlo. En Digimon Racing, Veemon es uno de los Digimon secretos, su forma anterior es DemiVeemon y su evolución adulta es Flamedramon. En Digimon World DS, Veemon tampoco se consigue en el Digimundo, siendo necesario emparejar a dos Digimon (un Digimon del tipo dragón y uno con personalidad obediente) para obtener el huevo de Dragón, del cual nace un Chicomon o rara vez un ExVeemon.
En Digimon Masters existen dos tipos de Veemon, uno que evoluciona en ExVeemon-Paildramon-Imperialdramon-Imperialdramon Modo Luchador y otro que evoluciona en Veedramon-AeroVeedramon-UlforceVeedramon.

### Otras apariciones
Varios Veemon salvajes hacen un pequeño cameo en Digimon Frontier. 

### V-Pets
Veemon ha hecho aparición en las siguientes versiones de los Digimon V-Pets:
- Digimon Pendulum Progress 1.0 Dragon's Roar
- D-3 -Versión 1 y Versión Veemon
- D-Ark 1.0/1.5
- D-Scanner 1.0
- Digimon Xros Loader
- Digimon Mini Shoutmon Red

## Poderes y habilidades
V-mon es un excelente peleador cuerpo a cuerpo, por lo que todas sus técnicas especiales son golpes físicos y no posee ninguna técnica de rango. 
- V-mon Head (Cabezazo de Veemon): Embiste a su oponente y salta para golpearlo con un fuerte cabezazo.
- V-mon Head Drop (Cabezazo en caída de Veemon): Salta muy alto y cae sobre el oponente, golpeándolo con su cabeza con la fuerza de un meteorito.
- V-mon Cluster Head (Cabezazo en conjunto de Veemon): Tres Veemon atacan al mismo tiempo, usando el V-mon Head. Usado en la Digimemoria de juguete de Veemon, que salió para el Xros Loader.
- Boom Boom Punch (Puño Boom Boom): Gira sus brazos como un remolino, para golpear a todos los oponentes que lo rodeen.
- Volley Kick (Patada Voladora): Le propina una patada voladora su oponente.
- Hopping Kick (Patada Saltarina): Embiste a su oponente y lo patea.
- V-mon Punch (Puño de Veemon): Embiste a su oponente y le propina un puñetazo tan fuerte capaz de atravesar el titanio.
- Long Sword (Espada Larga): Veemon ataca con su espada larga, hecha de Chrome Digizoid. Esta es la espada que usa en el videojuego Digimon World 4 (X).

| Nivel            | Digimon Adventure 02                                                   | Digimon World Dawn/Dusk | Línea Veedramon (BANDAI Card Game)                                                                                               |
| ---------------- | ---------------------------------------------------------------------- | ----------------------- | --- |
| Bebé             | Chibomon                                                               |                         | Jyarimon |
| En Entrenamiento | DemiVeemon                                                             | Chibomon                | Gigimon |
| Rookie           | V-mon                                                                  | V-mon                   | V-mon |
| Campeón          | ExVeemon (XV-mon)                                                      | Veedramon               | Veedramon |
| Ultra            | Ledramon(Paildramon)/Dinobeemon (con o sin Jogress con Stingmon)       | AeroVeedramon           | AeroVeedramon |
| Mega             | Imperialdramon - Imperialdramon Fighter Mode                           | Goddramon               | UlforceVeedramon |
| Armor            | Flamedramon(Fladramon), Raidramon, Sagittarimon, Magnamon(Magnadramon) | N/A                     | Flamedramon, Raidramon, Sethmon, Honeybeemon, Depthmon, Yasyamon, Sagittarimon, Gargoylemon, Kangarumon, Magnamon, GoldVeedramon |
| Súper Mega       | Imperialdramon Paladin Mode (jogress con Omegamon)                     | N/A                     | UlforceVeedramon Súper Mega (llamado Future Mode en el manga)                                                                    |
| Anticuerpo X     |                                                                        |                         | Magnamon X-Antibody, UlforceVeedramon X-Antibody                                                                                 |